# Contropalato
Contropalato è un termine utilizzato in araldica. 
Il termine si riferisce ad un palato attraversato da una linea orizzontale centrale che divide i pali in due porzioni con gli smalti alternati. 
Alcuni araldisti ammettono l'uso del termine anche nel caso in cui la linea secante sia posta nel senso della banda (scudo trinciato), della sbarra (scudo tagliato) o sia duplice e secante lo scudo in decusse (scudo inquartato in croce di Sant'Andrea).

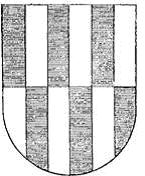
contropalato d'azzurro e d'argento
contropalato di nero e d'argento (stemma di Anterivo)
troncato contropalato d'oro e di rosso di 10 pezzi